# Мёст, Карл Фридрих
Карл Фри́дрих Мёст (нем. Karl Friedrich Moest или Carl Friedrich Moest, также Möst; 26 марта 1838[…], Гернсбах — 14 августа 1923, Карлсруэ, Республика Баден) — немецкий скульптор. Отец скульптора Германа Мёста, певца Рудольфа Мёста и актёра Фридриха Мёста.

## Биография
Родился в семье оружейного мастера. Обучился у отца рисованию и вытравливанию из меди и стали. Овладел навыками работы с резцом для гравирования, занимался резьбой по дереву и создавал инкрустации. В Пфорцхайме на фабрике серебряных изделий начал заниматься моделированием и гравированием. Позднее делал пресс-формы для декоративных покрытий, прикреплявшихся к пробкам на бутылках с дорогим вином. Очень тяжело проработал несколько лет, чтоб иметь возможность оплачивать своё последующее образование. Из-за переутомления заболел тифом на 2 месяца, и был вынужден оставить учёбу в Мюнхенском политехническом институте. После выздоровления в продолжил учёбу в своём родном городе, в Политехническом институте Карлсруэ, где изучал машиностроение, химию и архитектуру.
Однако, через полгода он решился посвятить себя искусству и стал брать уроки в Художественной школе у Адольфа Курдеса и Иоганна Вильгельма Ширмера. Следующим преподавателем Мёста был скульптор Ханс Баур (1829—1897), который арендовал частное ателье в помещении Академии на улице Бисмарка где занимался вместе с Мёстом и Густавом фон Крессом.
 Первыми произведениями Мёста были портретные бюсты художника Августа фон Байера (1803—1875) и министров Вильгельма Ламея и Франца фон Роггенбаха. Его учитель Карл Штейнхойзер поспособствовал участию Мёста в проекте памятника умершему в 1863 году Главному архитектору Карлсруэ Генриху Хюбшу. С 1863 он предподавал рисование в ремесленном училище. Последующие его работы, бюсты и большие кариатиды из песчаника для ратуши в Мангейме позволили ему выиграть туристическую стипендию в 1864 в Италию, где он изучал шедевры Микеланджело, Антонио Кановы, и Бертеля Торвальдсена. После его возвращения в Германию было создано много новых работ, в частности бюсты (Иоганна Вильгельма Ширмера, Георга Готфрида Гервинуса и Вильгельма Ламея следовали сначала (в 1904 в Маннгейме) [8], затем княгини фон Вид и великого герцога и герцогини, а также первое большее произведение, скульптурную группу Минервы с торговлей и индустрией на железнодорожном мосту в Мангейме, которая сделала ему значительное имя и повлекла за собой его последующие работы. В 1870 году он попросил разрешение на выезд в Лондон, чтобы изучить античные древние скульптуры и гипсовые слепки в Британском музее и Музее Виктории и Альберта.
26 мая 1868 года в Брухзале сочетался браком с Луизой Химмель (род. 1 сентября 1839). 5 декабря появился на свет сын Герман. Ещё в 1866 году родился сын Фридрих, сын Рудольф родился в 1871. Мёст с 1867 года, а с 1872 как профессор, преподавал в Школе прикладных искусств в Карлсруэ и жил на Бисмаркштрассе 47. Кроме этого, он работал на предприятии «Дюкерхофф унд Видман», которое занималось изготовлением архитектурных деталей и пластикой из цемента, наряду со сбытом стройматериалов. К примеру, город Карлсруэ поручал предприятию изготовление фонтана Галатеи, а Мёст его проектировал. В 1879 уволился по собственному желанию из Школы прикладных искусств потому, что его предложение о повышении зарплаты не было принято, а вместо этого был уволен Густав Кахель. Преемником Мёста стал Адольф Хеер.
В 1890 году участвовал в конкурсе на лучший памятник императору Вильгельму I, но его экспонат был дисквалифицирован, так как он выполнил модель в ошибочном масштабе. Если бы не эта ошибка, он бы занял третье место, вслед за Германом Фольцом и Адольфом Хеером, который победил в конкурсе и изваял памятник в результате. В следующем соревновании между 1900 и 1901 за лучшую модель памятника Бисмарку в Карлсруэ его ожидала большая победа. Комитет памятников принял решение заказать памятник по проекту, представленному на конкурс Мёстом.

## Работы
Среди произведений Карла Фридриха Мёста после Маннхаймского железнодорожного моста созданы следующие: скульптурная группа «Триумф Галатеи» (фонтан Галатеи) в Карлсруэ, памятник погибшим в Маннгейме воинам 1870/71, аллегорические фигуры в здании на дороге по направлению на Пфальц в Людвигсхафене и как основное произведение, памятник победы во Фрайбурге, а также открытый в 1879 году памятник павшим воинам на Рыночной площади Пфорцхайма в старо-германского военном стиле (фигуры Геркулесов), который был разрушен при воздушном налёте на Пфорцхайм.
В Карлсруэ находятся сейчас или находились ранее очень многие из его произведений, в том числе следующие:
- Памятник Фердинанду Редтенбахеру в почётном дворе (1865—1866)
- Мемориал Генриха Хюбша в саду Национальной художественной галереи (1866—1867); цоколь Питера Ленца. Финансирование в основном за счёт частных пожертвований, в том числе великий герцог Фридрих (110 гульденов), король Баварии Людовик I (300 гульденов) и король Пруссии Фридрих Вильгельм IV (99 гульденов и 20 крейцеров)[23][24]
- Памятник спортивному педагогу Карлсруэ и давнему соседу Мёста[25] Альфреду Маулю; торжественно открыт 11 апреля 1911 года в присутствии великого герцога Фридриха II. Памятник был расплавлен во время Второй мировой войны, цоколь сохранялся вплоть до 1960-х годов и пропал позже (как и многое другое) в связи с прекращением поддержки двора.

- Рельеф «Образование» в учительском институте (1868—1869)
- Фонтан «Галатея» (1871—1872) стоит с 1954 года в саду дворца великого герцога в Карлсруэ (ныне, здание Верховного суда Германии)
- Фигуры Гиласа и нимф у фонтана в Мальше (1872—1875)[26], (совместно с архитектором Генрихом Лангом и его ассистентом Отто Вартом)[16].
- Композиция «Урок» в школе Ханса Тома (1878—1879).
- Памятник Францу Грасхофу, торжественно открыт 26 октября 1896. Расплавлен в 1943 году. Воссоздан бюст Карлом Эглером (1896—1982) в 1960 году[27].
- Памятник Бисмарку при гимназии Бисмарка (1900-04), все бронзовые части кроме самой статуи, в том числе фигура покровителя во время Второй мировой войны были расплавлены[28].
- Памятник Жану Беккеру, 1886. Бронзовая статуя была установлена в саду дворца Линденхоф[20] Разрушена в 1945 году[29].
- Бронзовая фигура на могиле Фридриха Микелиса[нем.] на главном кладбище Фрайбурга в Брайсгау, фундамент Карла Анделфингера (1896)[30].
- Бюст императора Вильгельма I, высотой 1,80 м, к празднику императорского провозглашения. Открыт на Дворцовой площади[31].
- Гимназия: Статуи «Теория и Практика» (1871)[11].
- Фигуры четырёх львов-гаргулий на памятнике великому герцогу Карлу Фридриху Баденскому в Дворцовом саду (1872/73); в настоящее время утрачены[32]
- Реальное училище: Статуи "Точные науки, Язык и История (1875)[11]
- Кладбище: Головы фигурок ангелочков в портале (1876)[11]
- Зал для торжеств Карлсруэ: Кариатиды герм (1877)[11]
- Участие в проектировании городского сада перед южной стороной Дворца для торжеств, (совместно с Рудольфом Глайхауфом и Августом Хертером)[33]

- Бюст великого герцога Фридриха I (1912 в Баденвайлере)[34]
- Основной бюст памятника Тулла[7]

## Стиль
Все работы Мёста основаны на позднем классицизме. Портретные бюсты с 1890 года созданы под влиянием натурализма.

## Награды
Был кавалером ордена Церингенского льва и ордена Прусской Короны.